# Казе Карија (Катанцаро)
Казе Карија је насеље у Италији у округу Катанцаро, региону Калабрија.
Према процени из 2011. у насељу је живело 65 становника. Насеље се налази на надморској висини од 845 м.